# Tomorrow (Sean Kingston)
Tomorrow è il secondo album di Sean Kingston, pubblicato il 22 settembre 2009.
Sono state estratte come singoli le canzoni Fire Burning e Face Drop.

## Tracce
1. Welcome to Tomorrow – 0:57
2. War – 2:59
3. Fire Burning – 4:00
4. My Girlfriend – 3:24
5. Face Drop – 3:04
6. Magical – 3:09
7. Island Queen – 3:42
8. Tomorrow – 2:56
9. Twist Ya Around – 3:23
10. Wrap U Around Me – 3:22
11. Shoulda Let U Go (feat. Good Charlotte) – 3:08
12. Over – 3:06
13. Ice Cream Girl (feat. Wyclef Jean) – 4:00
14. Why U Wanna Go – 3:41